# إيلانيت ليفي
إيلانيت ليفي (بالعبرية: אילנית לוי‏) (ولدت في 7 يوليو 1982) عارضة أزياء وممثلة وممثلة تلفزيونية إسرائيلية. ملكة جمال إسرائيل لعام 2001.

## نشأتها
نشأت ليفي في حيفا. هاجر والدها موشيه ليفي من المغرب وهو متقاعد اعتاد تشغيل محطة قطار. جاءت والدتها، راشيل ليفي، من ليبيا وكانت ربة منزل. لديها 4 من الاخوة والاخوات الأكبر سنا. في شبابها، كانت عضوًا في الحركة الوطنية للشباب، وشغلت مغنية في فرقة الشباب الوطنية إلى جانب مغنين آخرين مثل الأغاني المالية. عملت في الجيش الإسرائيلي كرئيس مكتب في قيادة الجبهة الداخلية.
في الرابعة عشرة والنصف، تعرضت ليفي لحادث سيارة أثناء سفرها مع والدتها وعمتها. انقلبت سيارتهم إلى الهاوية وتمكنت ليفي من استخراج نفسها والباقي من السيارة.